# Geōrgios Kanellopoulos
Geōrgios Kanellopoulos (in greco Γεώργιος Κανελλόπουλος?; 29 gennaio 2000) è un calciatore greco, centrocampista dell'HJK.

## Carriera

### Club
Cresciuto nel settore giovanile dell'Asteras Tripolīs, ha esordito in prima squadra il 4 luglio 2020, disputando l'incontro di Souper Ligka Ellada vinto per 4-0 contro il Volo.

### Nazionale
Nel 2021 ha esordito con la nazionale greca Under-21.

## Statistiche

### Presenze e reti nei club
Statistiche aggiornate all'11 maggio 2022.
| Stagione        | Squadra          | Campionato      | Campionato | Campionato | Coppe nazionali | Coppe nazionali | Coppe nazionali | Coppe continentali | Coppe continentali | Coppe continentali | Altre coppe | Altre coppe | Altre coppe | Totale | Totale |
| Stagione        | Squadra          | Comp            | Pres       | Reti       | Comp            | Pres            | Reti            | Comp               | Pres               | Reti               | Comp        | Pres        | Reti        | Pres   | Reti   |
| --------------- | ---------------- | --------------- | ---------- | ---------- | --------------- | --------------- | --------------- | ------------------ | ------------------ | ------------------ | ----------- | ----------- | ----------- | ------ | ------ |
| lug. 2020       | Asteras Tripolīs | SL              | 0+1        | 0          | CG              | -               | -               |                    | -                  | -                  |             | -           | -           | 1      | 0      |
| 2020-2021       | Asteras Tripolīs | SL              | 1+4        | 0          | CG              | 1               | 0               |                    | -                  | -                  |             | -           | -           | 6      | 0      |
| 2021-2022       | Asteras Tripolīs | SL              | 15+5       | 0          | CG              | 1               | 0               |                    | -                  | -                  |             | -           | -           | 21     | 0      |
| Totale carriera | Totale carriera  | Totale carriera | 26         | 0          |                 | 2               | 0               |                    | -                  | -                  |             | -           | -           | 28     | 0      |

## Palmarès

### Club

#### Competizioni nazionali
- Campionato finlandese: 1

HJK: 2023
- Liigacup: 1

HJK: 2023